# آنا موغلاليس
آنا موغلاليس (بالفرنسية: Anna Mouglalis)‏ (مواليد 26 أبريل 1978) ممثلة ومخرجة فرنسية، ظهرت في عدة أعمال سينمائية، منها فيلم رومانزو كريمينال عام 2005 والذي رشحت عنه لنيل جائزة مهرجان كابورغ السينمائي لأفضل ممثلة جديدة. 

## نشأتها
ولدت موغلاليس في فريجوس، لأم فرنسية وأب يوناني. أمضت شبابها في مقاطعة فار، قبل أن تعود إلى نانت مع عائلتها. درست في المعهد الوطني العالي للفنون المسرحية في باريس تحت إشراف دانييل ميسجويش عام 2001. بالإضافة إلى لغتها الفرنسية الأم، تتحدث بطلاقة الإنجليزية والإيطالية والإسبانية، وتفهم اليونانية إلى حد محدود.

## وصلات خارجية
- آنا موغلاليس على موقع IMDb (الإنجليزية)
- آنا موغلاليس على موقع قاعدة بيانات الأفلام العربية
- آنا موغلاليس على موقع ألو سيني (الفرنسية)
- آنا موغلاليس على موقع ميوزك برينز (الإنجليزية)
- آنا موغلاليس على موقع تيرنر كلاسيك موفيز (الإنجليزية)
- آنا موغلاليس على موقع أول موفي (الإنجليزية)
- آنا موغلاليس على موقع قاعدة بيانات الأفلام السويدية (السويدية)
- آنا موغلاليس على موقع ديسكوغز (الإنجليزية)
- آنا موغلاليس على موقع قاعدة بيانات الفيلم (الإنجليزية)
- آنا موغلاليس على موقع كينوبويسك (الروسية)
- مقابلة أنا موغلاليس يبرسونال ستايل.